# Theodore A. Slaman
Theodore Allen Slaman (né le 17 avril 1954) est un mathématicien logicien américain qui travaille en théorie de la récursion.

## Biographie
Slaman étudie d'abord la physique à l'université d'État de Pennsylvanie, puis opte pour la logique mathématique et obtient un Ph. D. en 1981 à l'université Harvard sous la direction de Gerald E. Sacks (« Aspects of E-recursion theory »). De 1983 à 1996 il est professeur à l'université de Chicago, puis professeur à l'université de Californie à Berkeley. De 2003 à 2009 il y est directeur du département de mathématiques. Slaman a été chercheur ou professeur invité en 1993-94 comme SERC Visiting Fellows en Angleterre, en 2002-03 à l'université de Heidelberg, de 2007 à 2012 chaque été pendant deux mois à la National University of Singapore, six mois en 2013 à l'université de Buenos Aires.
Slaman travaille en théorie de la récursion. Avec W. Hugh Woodin, il a formulé la conjecture de bi-interprétabilité pour les degrés de Turing, conjecture qui affirme que l'ordre partiel des degrés de Turing est logiquement équivalent à l'arithmétique du second ordre. Ils ont montré que la conjecture de bi-interprétabilité est équivalente à la non existence d'un automorphisme non trivial pour l'ordre des degrés de Turing. Ils ont également exhibé des propriétés limite sur les automorphismes possibles des degrés de Turing en montrant que tout automorphisme est nécessairement  arithmétiquement définissable,. Il s'intéresse également aux nombres normaux,.
Slaman a obtenu le President Young Investigator Award (en) en 1985 et le Prix de recherche Humboldt en 2002. En 1990 il est conférencier invité au Congrès international des mathématiciens (ICM) à Kyōto (Degree Structures). En 2001, il est Gödel Lecturer (Recursion Theory).